# István Déván
Dans le nom hongrois Déván István, le nom de famille précède le prénom, mais cet article utilise l’ordre habituel en français István Déván, où le prénom précède le nom.
István Déván ou Stefan von Déván en Allemagne, né le 4 novembre 1890 à Pozsony et mort le 20 avril 1977 à Kempten, est un athlète hongrois.
István Déván a pratiqué l'athlétisme, le ski de fond, le combiné nordique, le patinage de vitesse, du sport motocycliste ainsi que le bobsleigh.  

## Biographie
En 1912, il atteint les demi-finales du 200 mètres des jeux olympiques. Il participe également au 400 mètres ainsi qu'au relais 4 × 400 mètres.
Après la seconde guerre mondiale, il a émigré en Allemagne où il et devenu auteur et éditeur.

## Résultats

### Jeux olympiques d'été
| Épreuve / Édition | Épreuve / Édition | Stockholm 1912          |
| ----------------- | ----------------- | ----------------------- |
| Athlétisme        | 200 m             | Éliminé en demi-finales |
| Athlétisme        | 400 m             | Éliminé en séries       |
| Athlétisme        | 4 × 400 m         | Éliminé en demi-finales |

### Jeux olympiques d'hiver
| Épreuve / Édition | Épreuve / Édition | Chamonix 1924 |
| ----------------- | ----------------- | ------------- |
| Combiné nordique  | Combiné nordique  | Abandon       |
| Ski de fond       | 18 km             | 31e           |

## Publications
- (hu) István Déván, Sí. Ugrás, futás, tréning és versenyzés, Budapest, 1919
- (hu) István Déván, A modern atlétika, Budapest, 1922
- (hu) István Déván, A modern sísport, Budapest, 1923
- (de) Stefan von Déván, Der moderne Schisport. Sprung und Dauerlauf sammt allen Einzelheiten des Schisportes: Langlauf, Sprunglauf, Training, Bau der Sprungschanzen, Veranstaltung von Wettläufen, die neuesten Wettlaufregeln, Anleitung für Springrichter, Ausrüstung des Schiläufers, Montierung und Behandlung der Schier, usw., Budapest, Turistik und Alpinismus, 1924
- (hu) István Déván, Automobil Almanach, Budapest, 1925
- (hu) István Déván, A síelés abc-je, Budapest, 1931
- (hu) István Déván, A sízés technikája síkon, lejtőn, meredeken. Az új sí abc, Budapest, 1936
- (hu) István Déván, A magyar szocialista állam sportja, Budapest, 1938
- (de) Stefan von Déván, Standard-Abfahrten in Europa, Munich, Bergverlag Rother, 1938
- (hu) István Déván, Sport. Kérdezz! Felelek! (2 parties), Budapest, 1940-41
- (de) Stefan von Déván, Die Geschichte der Leichtathletik Weltrekorde., Kempten, Déván Leichtathletik Dienst, 1966